# Balearen-Kohl
Der Balearen-Kohl (Brassica balearica) ist eine Pflanzenart aus der Gattung Kohl (Brassica) innerhalb der Familie der Kreuzblütler (Brassicaceae). Dieser Endemit kommt nur auf der Insel Mallorca vor.

## Beschreibung

### Vegetative Merkmale
Der Balearen-Kohl ist ein kahler Zwergstrauch, der Wuchshöhen von 20 bis 50 Zentimetern erreicht.
Die fast alle am oberen Ende von verholzten Zweigen angeordneten Laubblätter sind in Blattstiel und -spreite gegliedert. Die mehr oder weniger fleischige Blattspreite ist eiförmig, schwach buchtig gelappt, einem Eichenblatt (Quercus robur) ähnlich.

### Generative Merkmale
Die Blütezeit reicht von April bis Juni. Die Blüten sind in dicht in traubigen Blütenständen angeordnet. Der Blütenstiel ist 7 bis 16 Millimeter lang.
Die zwittrige Blüte ist vierzählig. Die vier Kronblätter sind gelb und 12 bis 14 Millimeter lang.
Die 2 bis 6 Zentimeter langen Schoten sind walzlich und unregelmäßig eingeschnürt. Sie enden in einen 1,5 bis 5 Millimeter langen Schnabel.
Die Chromosomenzahl beträgt 2n = 32 oder 36.

## Vorkommen und Gefährdung
Der Balearen-Kohl kommt nur auf Mallorca vor. Er gedeiht dort in Felsspalten auf Kalkgestein.
Dieser Endemit kommt nur im nördlichen Teil der Insel Mallorca in der Serra de Tramuntana vor. Er gedeiht in Höhenlagen von 400 bis 1400 Metern an Felswänden, in Kalksteingebieten und in Eichenwäldern. Brassica balearica ist lokal häufig. In der Roten Liste der gefährdeten Arten der IUCN 2010 wurde  Brassica balearica als LC = Least Concern = nicht gefährdet bewertet, da es keine Hinweise darauf gibt, dass die Bestände abnehmen würden oder gefährdet wären.

## Taxonomie
Die Erstbeschreibung von Brassica balearica erfolgte 1806 durch Christian Hendrik Persoon in Synopsis Plantarum, Band 2, S. 206.